# 津城
津城（日语：／ Tsu-jō *）是一座位在三重縣津市的城，別名安濃津城（あのつじょう）。在江戶時代為津藩的藩廳。續日本100名城之一。

## 歷史
津城於織田氏開始侵攻伊勢後，由長野氏的養子，也是織田信長同母異父的弟弟織田信包於元龜2年（1571年）築城，天正5年（1577年）5重天守和小天守落成。同8年（1594年），信包轉封至丹波柏原，改由富田信廣擔任城主。慶長4年（1599年），信廣病死，由其兒富田信高負責其位。翌年關原之戰爆發，屬於東軍的信高，遭受西軍毛利秀元、長宗我部元親和九鬼嘉隆共3萬大軍攻擊，最後信高開城投降，剃髮離去至高野山。津城雖未被攻陷，但大部分的建築物已遭受嚴重的損壞（安濃津城之戰）。關原之戰結束後，信高回到津城，石高也增加兩萬石。
慶長13年（1608年），富田氏移封至伊予宇和島，由伊予今治的藤堂高虎入城。之後為了防備大阪城的豐臣氏，德川家康下令對津城進行大改修。以下是高虎修築的內容
：
- 拓寬本丸的北側和東側，且增加石垣的高度。
- 在本丸北側的兩端增設丑寅三重櫓和戌亥三重櫓，並在東南隅架設月見二重櫓。
- 在通往本丸之出入口的柱子和門扇上增設鐵門。
- 在本丸東西側新增東之丸和西之丸，且在東、西之丸出口各別設置太鼓櫓、伊賀二重櫓。另外在西之丸增設玉櫓。
- 在二之丸的東南隅內堀設置下台所跟馬屋[註 1]。
- 建造圍繞本丸、東之丸、西之丸的內堀和圍繞二之丸的外堀。
- 在外郭增築土居和12個櫓。
- 關閉兩大手門，新建北側（京口門）、西側（伊賀口門）、南側（中島口門）的城門。

高虎不僅是對城郭整修，也對城下町有所整備。除了在外堀的北、西、南側配置武家屋敷，東側配置町屋之外，也增加城下町的防衛機能。在町的東側挖掘堀川，並在外側設置寺院作為防禦的最前線。町的發展也與高虎息息相關，不僅讓伊勢參宮街道通過城下町，使兩側並列相鄰的宿屋和商店生意繁盛，也對特定的居民群體增設不同的町。例如為了安置跟隨高虎從今治遷移過來的人設立伊予町；為了漁民和魚商設立浜魚町；在海運業者的居住地設立築地町等。
明治4年（1871年）因廢藩置縣而廢城，現今僅殘存本丸、西之丸和一部份的內堀，且本丸被整備成洋式公園，西之丸變為和式公園。昭和33年（1958年），興建三重模擬隅櫓。
平成17年（2005年），被列為三重縣指定史蹟。同29年（2017年），被選為續日本100名城（152號）。

## 構造
根據寶曆5年（1755年）的織田氏安濃津城古圖，可知當時該城的本丸東邊是二之丸（後為東之丸），南邊也是二之丸，其西邊是局丸，其東邊則是三之丸。在三之丸設有門矢倉跟橋，該設施作為大手門。在內堀周圍的丸之內，其外側是外堀，於地頭領口跟分部領口設有土橋，該兩處為城的兩個大手口。本丸西邊內堀的西之丸設有織田民部殿屋敷，由織田信包的長男織田信重居住。
本丸周圍為石垣所圍繞，東西側設有枡形虎口。在本丸的西南隅設有天守閣，其他三隅設有隅櫓。天守閣在富田氏曾再建三重天守和二重小天守，但在寬文2年（1662年）因火災燒毀，之後未再建。在本丸周圍本來設有寬80公尺的水堀，東西兩側設有出丸，現在水堀大部分都已被填埋，只殘留本丸的北側和西側部分。
二之丸除了設有重臣屋敷外，還有御對面屋敷、評定所、勘定所、加判奉行屋敷等役所，以及式部藏、金藏、武具藏、米藏、御廄等設施。

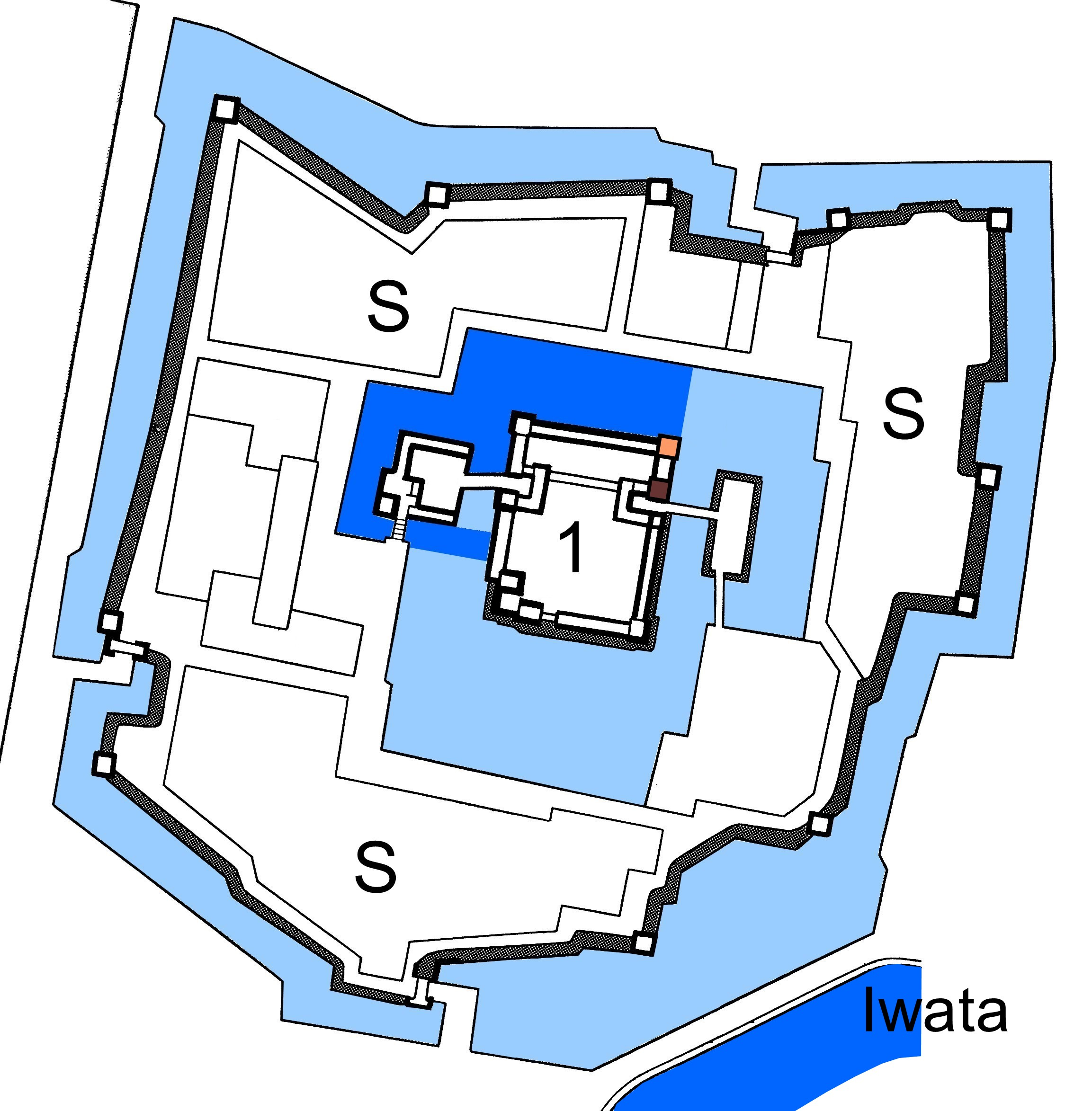
1為本丸，左右兩側是西之丸和東之丸。S為二之丸
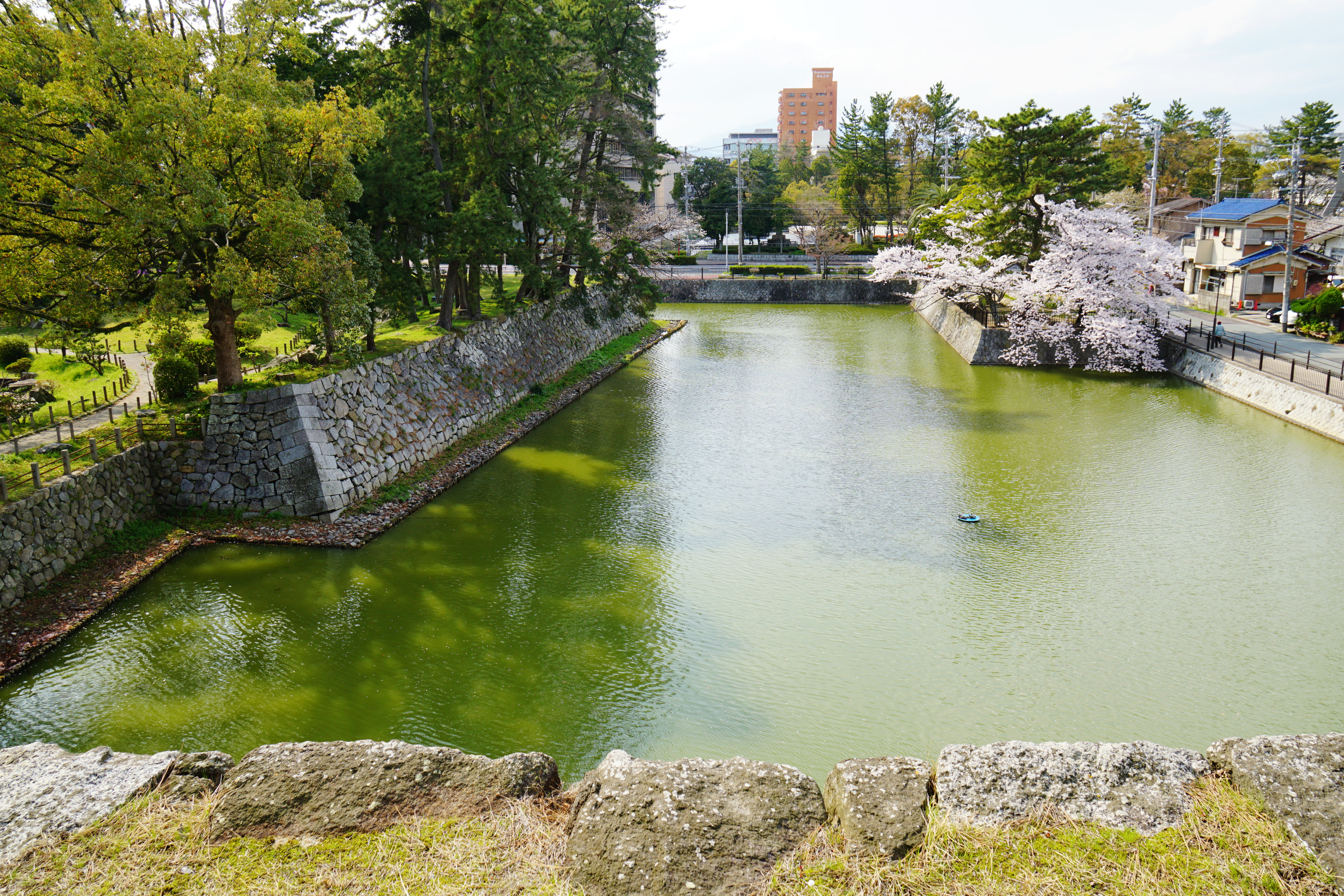
水堀

## 城主一覧
| 就任期間   | 氏族   | 城主     |
| ---------- | ------ | -------- |
| 1571～1594 | 織田氏 | 織田信包 |
| 1594～1599 | 富田氏 | 富田一白 |
| 1599～1608 | 富田氏 | 富田信高 |
| 1608～1630 | 藤堂氏 | 藤堂高虎 |
| 1630～1669 | 藤堂氏 | 藤堂高次 |
| 1669～1703 | 藤堂氏 | 藤堂高久 |
| 1703～1708 | 藤堂氏 | 藤堂高睦 |
| 1708～1728 | 藤堂氏 | 藤堂高敏 |
| 1728～1735 | 藤堂氏 | 藤堂高治 |
| 1735～1769 | 藤堂氏 | 藤堂高豐 |
| 1769～1770 | 藤堂氏 | 藤堂高悠 |
| 1770～1806 | 藤堂氏 | 藤堂高嶷 |
| 1806～1824 | 藤堂氏 | 藤堂高兌 |
| 1825～1871 | 藤堂氏 | 藤堂高猷 |
| 1871       | 藤堂氏 | 藤堂高潔 |

## 註解
1. ↑  該處在中期時變為御對面屋敷，後期變為藩校有造館。
2. ↑  後為領有一萬石的奄藝郡林城（現是安藝郡藝濃町）城主。

## 外部連結
- 津城跡（お城公園） - 津市觀光協會 （页面存档备份，存于）
- 津城跡 （页面存档备份，存于） - 觀光三重